# Арсенид трилития
Арсенид трилития — бинарное неорганическое соединение
лития и мышьяка с формулой Li3As,
коричневые кристаллы,
реагирует с водой.

## Получение
- Нагревание мышьяка и лития в атмосфере аргона:

{\displaystyle {\mathsf {3Li+As\ {\xrightarrow {800^{o}C}}\ Li_{3}As}}}

## Физические свойства
Арсенид трилития образует коричневые кристаллы
гексагональные сингонии,
пространственная группа P 63/mmc,
параметры ячейки a = 0,4377 нм, c = 0,78011 нм, Z = 2.

## Химические свойства
Реагирует с водой и кислотами с воспламенением.